# Целик (часть оружия)

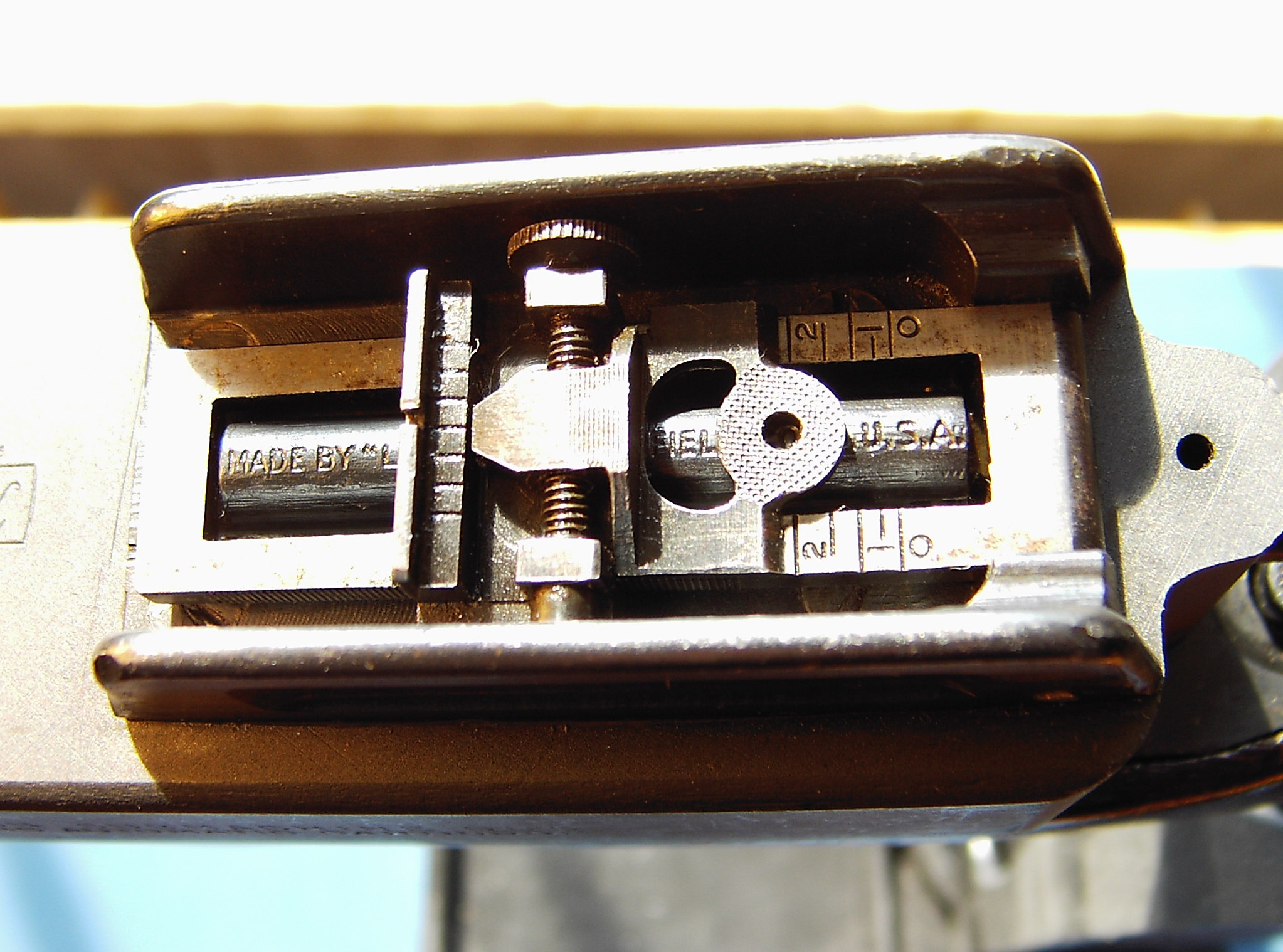
Целик пистолета-пулемёта Томпсона.

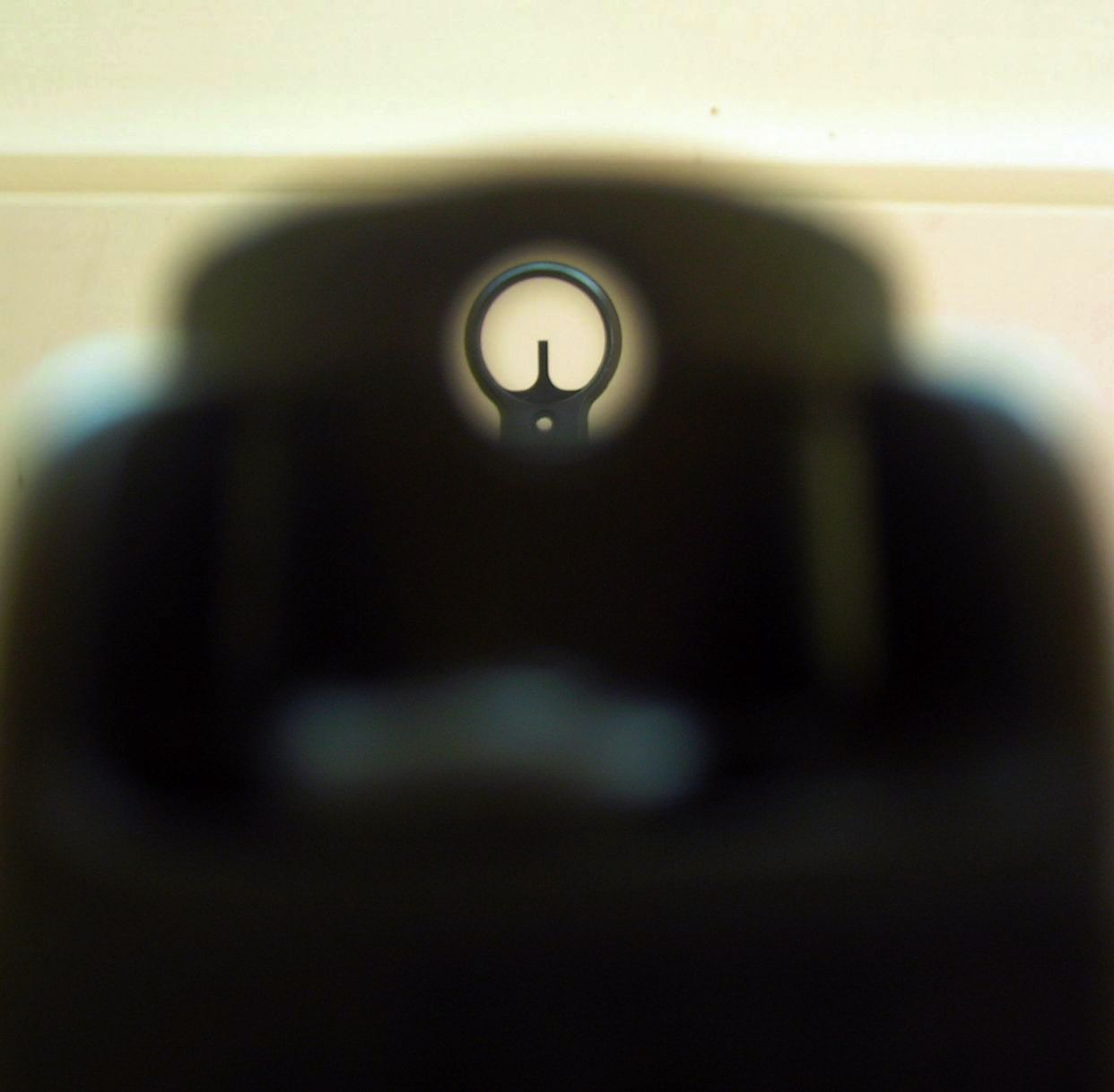
Прицел пистолета пулемёта HK MP5, впереди видна мушка с намушником, позади — расплывшийся при фотографировании целик.

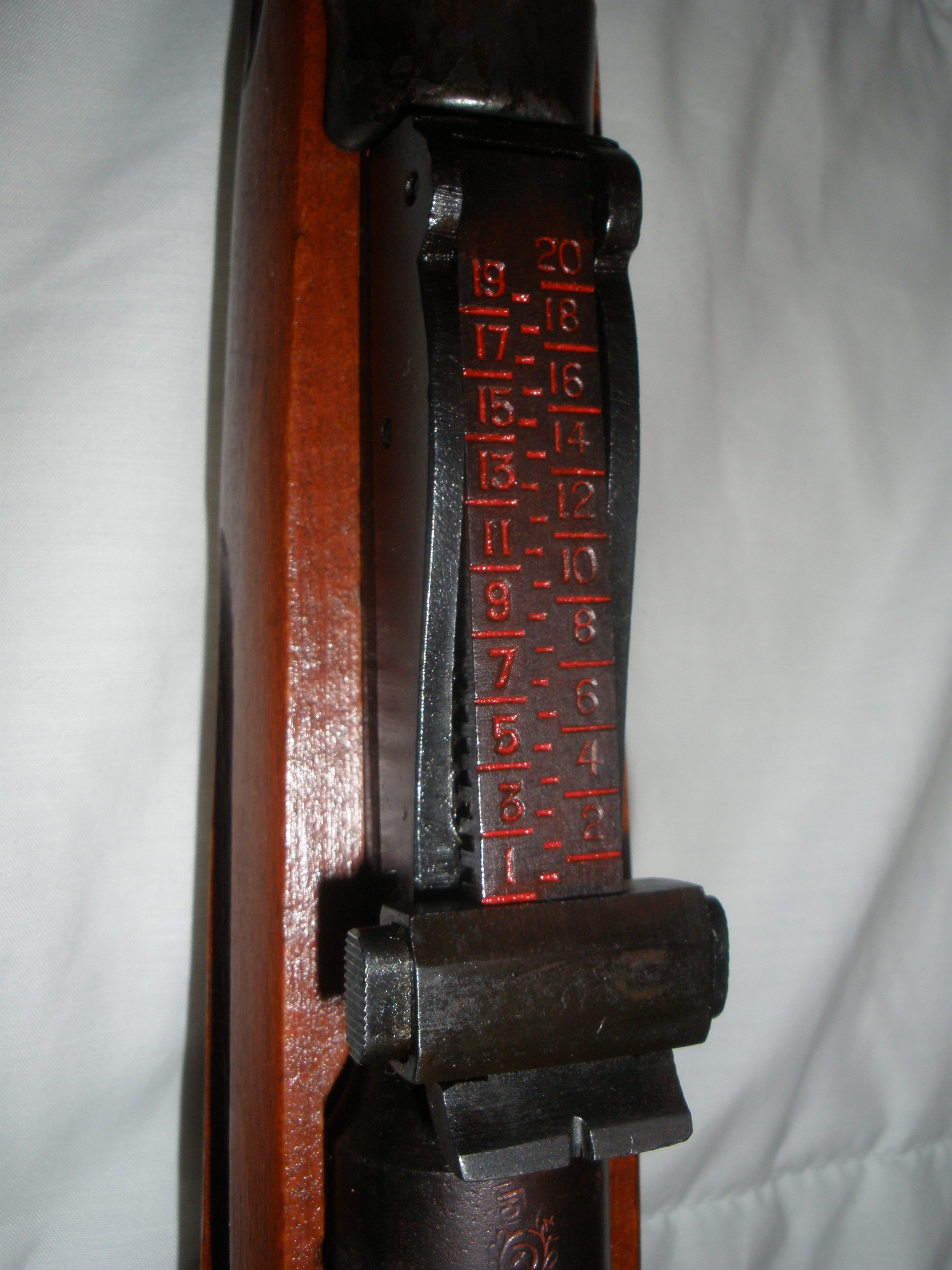
Прицельная планка винтовки Мосина.

Це́лик — щиток с прорезью, и часть прицельной планки (коробки, трубки) прицела огнестрельного оружия (стрелкового, артиллерийского), в которой находится прорезь, при прицеливании совмещаемая с мушкой.

## История
В период развития цивилизаций происходило и усовершенствование военного дела, в частности условия применения огнестрельного оружия. Для успешного поражения цели был придуман прицел (простой прицел) в который входил и целик. Ранее существовал совет: Коли винтовка привзвышивает, то подбирай ею, утопи целик.
Целик имеет разное строение в разных моделях оружия. Иногда целиком некоторыми ошибочно называется собственно прицел, мушку и так далее на прицельном приспособлении. Например ранее целик как подвижной щитик с прорезью в прицеле артиллерийских орудий, был предназначен для отклонения вертикальной плоскости оси орудия, для устранения деривации, влияния ветра и тому подобное. Целик ходил в поперечной трубке прицела на бесконечном винте и устанавливался на определённых для каждой дистанции делениях. У ППШ целик представляет собой нерегулируемую V-образную прорезь, а у винтовки Мосина, например — регулируемую прицельную планку с прорезью (или двумя на винтовках с боковым прицелом) и с хомутиком.